# Eddystone
Eddystone és un dels diversos protocols disponibles per a la implementació de la funcionalitat anomenada Beacon Bluetooth LE i va ser desenvolupat per l'empresa Google. Eddystone ve del nom d'un far marítim situat al sud-oest del Regne Unit. Va ser creada com un perfil del protocol Bluetooth LE el juliol de l'any 2015.

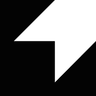
Fig.1 Logo del protocol Eddystone

## Detalls tècnics
- Eddystone és de codi obert amb llicència Apache 2.0

- Igual que un far marítim la comunicació és unidireccional, del beacon cap al dispositiu o dispositius dintre del camp proper.[4]
- Eddystone té quatre tipus de trama:
  - Eddystone-UID transmet un codi identificador que permet de rebre informació a les aplicacions dels dispositius propers. La qual cosa es pot emprar com a localització en espais tancats, identificació d'objectes físics i interacció de les maneres més diverses.
  - Eddystone-EID transmet un identificador rotatiu encriptat per tal d'augmentar la seguretat del protocol. La funcionalitat és la mateixa que l'anterior.
  - Eddystone-TLM emet informació pròpia del beacon. La qual pot incloure el nivell de bateria, dades del sensor, o altra informació rellevant pels administradors del beacon.
  - Eddystone-URL emet una cadena URL que adreça a una pàgina web segura amb SSL.